# Criminologie

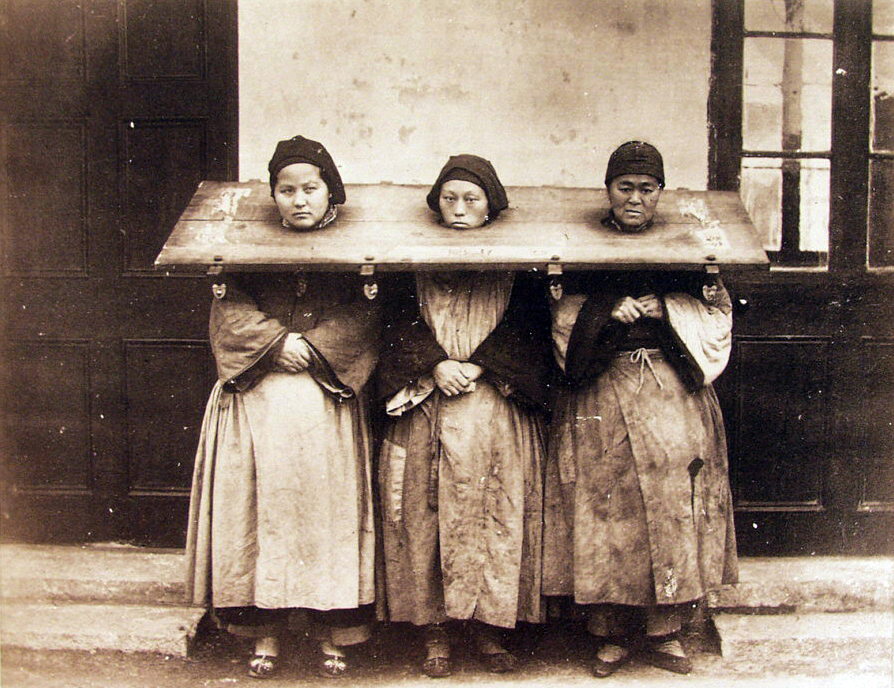
Trei femei la stâlpul infamiei, China, 1875

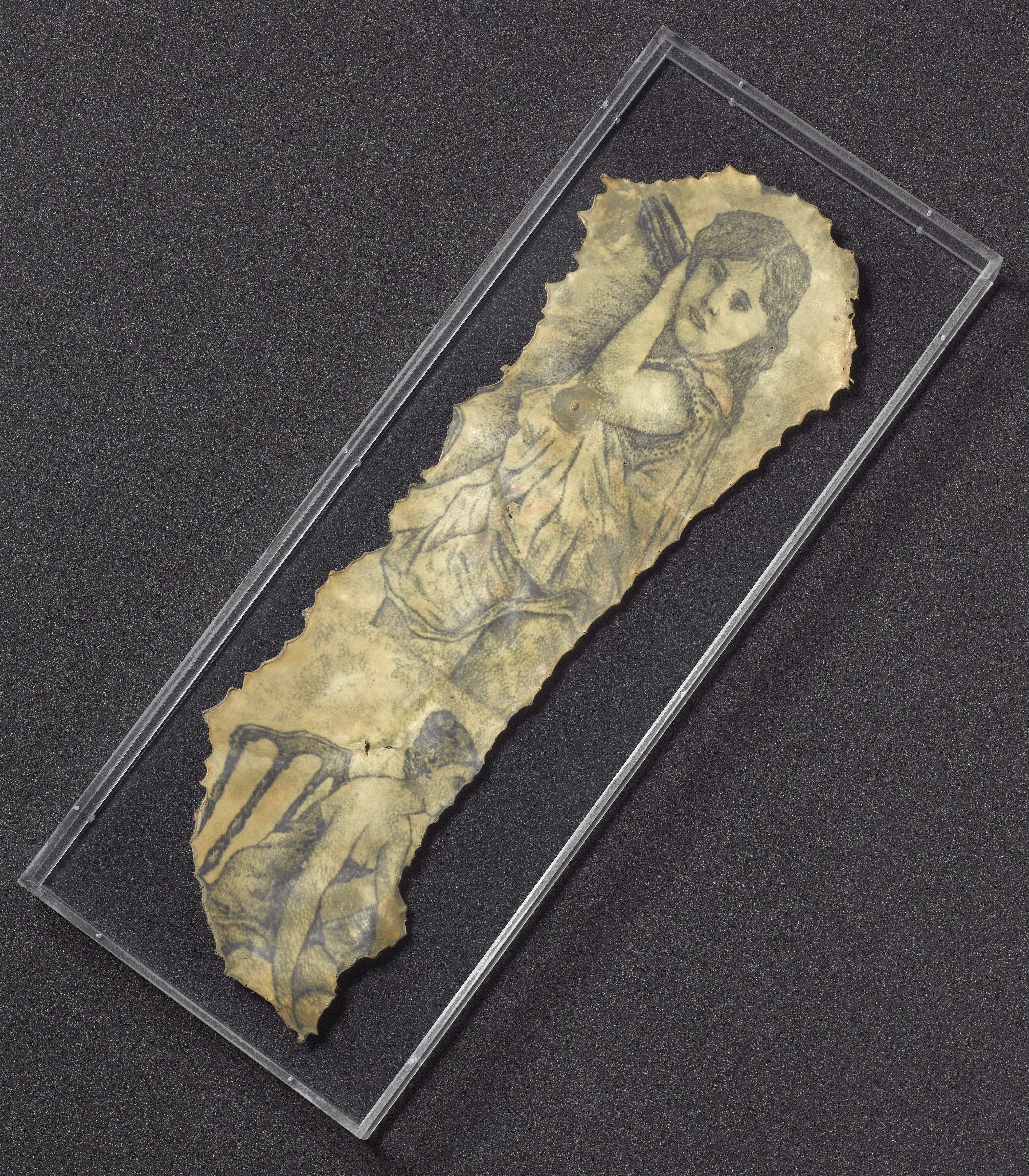
Piele umană tatuată cu figuri de femei. Tatuajele erau folosite ca mijloc de identificare, fapt ce continuă și azi

Criminologia (din latină crīmen, "acuzație" inițial derivat din greaca veche, din verbul "krino" "κρίνω", și din -λογία, -logia,
de la "logos" care înseamnă: "cuvânt", "motiv" sau "plan") este studiul științific al naturii, măsurării, managementului, cauzelor, controlului, consecințelor și prevenirii comportamentului infracțional, atât la nivel individual cât și social. Criminologia este un domeniu interdisciplinar atât în științele comportamentale cât și în științele sociale, incluzând cercetările făcute de sociologi, de psihologi, de filosofi, de medici psihiatri, de biologi, de antropologi sociali, precum și universitari în domeniul legislației.
Termenul de criminologie a fost inventat în anul 1885 de către profesorul italian de drept Raffaele Garofalo - în italiană: criminologia.  Mai târziu, antropologul francez Paul Topinard a folosit  termenul analog în franceză: criminologie.

## Școli criminologice de gândire[1]
La mijlocul secolului al 18-lea, criminologia a apărut ca rezultat al studiilor filosofilor sociali despre crimă și conceptele de drept. De-a lungul timpului, s-au dezvoltat mai multe școli de gândire. Erau trei școli principale de gândire la începuturile teoriei criminologice acoperind perioada de la mijlocul secolului al 18-lea până la mijlocul secolului al 19-lea: școala clasică, școala pozitivistă și școala de la Chicago. Aceste școli de gândire au fost înlocuite de mai multe paradigme contemporane de criminologie, cum ar fi subcultura, controlul, etichetarea, criminologia critică, criminologia culturală,  criminologia postmodernă, criminologie feministă.

### Școala clasică
Școala Clasică a apărut în mijlocul secolului al 18-lea și își are baza în filosofia utilitaristă. Cesare Beccaria, autorul lucrării Despre delicte și pedepse (1763-64), Jeremy Bentham (inventatorul panopticonului), și alți filosofi din această școală au susținut:
1. Oamenii au libertatea de a alege cum să acționeze.
2. Baza pentru descurajarea actelor criminale este ideea că oamenii sunt "hedoniști" care caută plăcerea și evită durerea; ei sunt "calculatoare raționale" care cântăresc costurile și beneficiile fiecărei acțiuni. Se ignoră posibilitatea  iraționalității și a pulsiunilor subconștientului ca motivatori.
3. Pedeapsă (de suficientă severitate) poate descuraja oamenii să comită crime, deoarece costurile (penalitățile) depășesc beneficiile; severitatea pedepsei ar trebui să fie proporțională cu infracțiunea.
4. Cu cât o pedeapsă este mai rapidă și mai sigură, cu atât este mai eficientă ca factor de descurajare a comportamentului criminal.

Această școală s-a dezvoltat în timpul reformei majore în dreptul penal și a multor reforme juridice, a Revoluției franceze, și a dezvoltării a sistemului juridic în Statele Unite.

### Școala pozitivistă[2]
Școala pozitivistă argumentează că acest comportamentul criminal vine de la factori interni și externi independenți de individ. Filozofii din această școală au aplicat metoda științifică pentru a studia comportamentul uman. Pozitivismul cuprinde trei segmente: biologic, psihologic și pozitivism social.

#### Școala italiană
Cesare Lombroso (1835-1909), un sociolog Italian din secolul al 19-lea, este adesea numit "părintele criminologiei". El a fost unul dintre principalii factori care au contribuit la pozitivismul biologic, fondând școala italiană de criminologie. Lombroso a abordat domeniul în mod științific, insistând pe dovezile empirice în studierea criminalității. El a sugerat că trăsăturile fiziognomice sau dimensiunile craniului ar putea indica tendințe criminale "atavice" . Această abordare, a căror influență a venit prin teoria frenologiei, și prin teoria evoluției a lui Charles Darwin, a fost înlocuită de Enrico Ferri, un student al lui Lombroso, care credea că factorii sociali, precum și cei biologici joacă un rol determinant; după el, criminalii nu ar trebui să fie responsabili atunci când factorii care au cauzat criminalitatea au fost dincolo de controlul lor. Criminologii de după Lambroso și Ferri au respins teoriile biologice ale acestora, întrucât nu au folosit în cercetările lor grupurile de control (sau grupurile martor).

#### Pozitivismul sociologic
Pozitivismul sociologic sugerează că factorii sociali, cum ar fi sărăcia, apartenența la subculturi sau nivelurile scăzute de educație predispun oamenii la crimă. Adolphe Quetelet a utilizat date statistice și de analiză pentru a studia relația dintre crimă și factorii sociologici. El a constatat că vârsta, sexul, sărăcia, educația și consumul de alcool sunt factori importanți în determinarea acțiunii criminale. Lance Lochner a efectuat trei experimente diferite, fiecare dovedind că educație reduce criminalitatea. Rawson W. Rawson a folosit statisticile criminalității pentru a sugera o legătură între densitatea populației și rata criminalității, orașele aglomerate producând mult mai multe infracțiuni. Joseph Fletcher și John Glyde au citit documentele Societății de Statistică din Londra în studiile lor asupra criminalității și a distribuției ei. Henry Mayhew a folosit metode empirice și o abordare etnografică în cercetarea sărăciei, și a publicat Londra muncii și săracii din Londra. Émile Durkheim a privit crima ca un aspect inevitabil al societății cu distribuție inegală a bogăției și alte diferențe între oameni.

#### Asocierea diferențială (subculturală)
Oamenii învață comportamentul criminal prin asociere. Această teorie a fost susținută de Edwin Sutherland. În asociere se poate tolera mai ușor comportamentul criminal; interacțiunea cu tovarășii antisociali este o cauză majoră. Sprijinirea comportamentului criminal îl face să devină cronic. În cazul în care există subculturi penale, multe persoane învață comportamentul criminal și criminalitatea crește în acele zone.

### Școala de la Chicago
Școala de la Chicago a apărut la începutul secolului 20, prin activitatea lui Robert E. Park, Ernest Burgess și a altor sociologi urbani de la Universitatea din Chicago. În 1920, Park și Burgess au identificat cinci zone concentrice, care de multe ori există în orașele mari, inclusiv "zona de tranziție", care au fost identificate ca fiind cele mai volatile și cele mai predispuse la dezordini. În 1940, Henry McKay și Clifford R. Shaw s-au concentrat pe delincvenții juvenili, constatând că aceștia sunt concentrați în zona de tranziție.
Sociologii Școlii de la Chicago au adoptat ecologia socială în abordarea studierii orașelor și au postulat că tocmai cartierele urbane cu un nivel ridicat de sărăcie străbat de multe ori distrugerea structurilor sociale și a instituțiilor precum familia și școala. Acest lucru duce la dezorganizare socială, ceea ce reduce capacitatea acestor instituții de a controla comportamentul și creează un mediu propice pentru un comportament deviant.
Alți cercetători au sugerat adăugarea și a unei legături social-psihologică. Edwin Sutherland a sugerat că tinerii învață comportamentul infracțional de la infractorii mai în vârstă și mai experimentați cu care se pot asocia.
Perspectivele teoretice utilizate în criminologie includ psihanaliza, funcționalismul, interacționismul, marxismul, econometria, teoria sistemelor, postmodernismul, genetica, neuropsihologia, psihologia evoluționistă și, practic, mai toate domeniile cunoașterii..

### Teoriile structurii sociale
Această teorie se aplică la o varietate de abordări în criminologie, în special, și în sociologie, în general, ca o teorie a conflictului sau o perspectivă a conflictului structural în sociologie și în sociologia crimei.Această perspectivă este în sine suficient de largă, îmbrățișând o diversitate de poziții.

#### Dezorganizare socială (cartiere)
Teoria dezorganizării sociale se bazează pe lucrările lui Henry McKay și Clifford R. Shaw, în cadrul Școlii de la Chicago. Teoria dezorganizării sociale postulează că, în imensa majoritate a cazurilor, cartierele afectate de sărăcie și de lipsuri economice au tendința de a experimenta rate ridicate de șomaj.  Această teorie sugerează că, în mod explicit, crima și devianța sunt apreciate în cadrul unor grupuri din societate, în ''subculturi " sau " bande". Aceste grupuri au valori diferite față de valorile majorității populației. Aceste cartiere, de asemenea, tind să aibă o mare eterogenitate a populației. Cu un șomaj ridicat, structura socială informală, de multe ori, nu reușește să se dezvolte, ceea ce face dificilă  menținerea ordinii sociale într-o comunitate.

#### Ecologie socială
Din 1950, studii de ecologie socială au fost întreprinse având ca bază teoria dezorganizării sociale. Multe studii au găsit că rata criminalității este strâns legată de sărăcie, tulburare, un număr mare de clădiri abandonate, și alte semne de  deteriorare a comunității. Deoarece muncitorii și clasa de mijloc părăsesc cartierele deteriorate, rămân cele mai dezavantajate porțiuni ale populației. William Julius Wilson a sugerat „efectul concentrării” sărăciei, care poate provoca izolarea cartierelor predispunerea lor la violență.

#### Teoria tensiunii sociale
Teoria tensiunii sociale, cunoscut și sub numele de anomia mertoniană, avansată de către sociologul american Robert Merton, sugerează că ea, cultura de masă, în special în Statele Unite, este saturată cu vise de oportunitate, libertate și prosperitate - adică Visul American. Cele mai multe persoane au acest vis, și devine o puternică motivație culturală și  psihologică. Merton, de asemenea, a folosit termenul de anomie, dar asta însemna ceva diferit pentru el decât pentru Durkheim. Merton a folosit termenul în sensul dihotomiei între ceea ce societatea așteaptă de la cetățenii săi și ceea ce acești cetățeni ar putea realiza de fapt. Prin urmare, dacă structura socială de oportunități este inegală și previne majoritatea de a realiza visul, unele dintre aceste abătut va transforma în mijloace nelegitime (crima), în scopul de a se realiza. Alții se vor retrage sau de a abandona în deviant subculturi (cum ar fi membri ai bandei, sau ceea ce el numește "vagabonzi"). Robert Agnew a dezvoltat această teorie în continuare pentru a include tipuri de tensiui sociale care nu derivă din constrângerile financiare. Este cinoscută sub numele de "Teoria generală a tensiunii (sociale - n.t.)".

#### Teoria subculturală
Pe urmele  Școlii de la Chicago și a teoriei tensiunii sociale, cât și bazându-se pe ideea lui Edwin Sutherland's a asocierii diferențiale, teoreticienii subculturali s-au concentrat asupra microgrupurilor culturale desprinse de curentul principal, pentru a-și forma propriile lor valori și concepții despre viață.
Albert K. Cohen a dezvoltat teoria anomiei prin conectarea ei la ideea formării reacției a lui Freud, sugerând că delincvența în rândul tinerilor din păturile economice inferioare este o reacție la normele sociale ale clasei de mijloc. Unii tineri, mai ales din zonele mai sărace, unde oportunitățile sunt limitate, s-ar adopta normelor sociale specifice acestor locuri, care pot include "îndârjire" și lipsă de respect pentru autoritate. Acte criminale pot rezulta atunci când tinerii se conformează normelor subculturii deviante.
Richard Cloward și Lloyd Ohlin a sugerat că delincvența poate rezulta dintr-o oportunitate diferențială pentru clasa de jos tineret. Astfel de tineri ar putea fi tentați să preia activități infracționale, să aleagă calea fărădelegii, care le oferă mai mari beneficii economice decât cele convenționale.

#### Teoriile controlului
O altă abordare este luarea în considerare a legăturii sociale sau teoria controlului social. În loc de a căuta factorii care îi fac pe oameni să devină penali, aceste teorii încearcă să explice de ce oamenii nu devin criminali. Travis Hirschi a identificat patru caracteristici principale: "atașamentul față de ceilalți", "credința în valabilitatea morală a regulilor", "angajamentul în ceea ce fac", și "implicarea în activități legale". Cu cât aceste trăsături de caracter sunt mai puternice, cu atyât persoana respectivă are mai puține șanse să devină deviantă. Pe de altă parte, dacă aceste trăsături nu sunt prezente, persoana respectivă are mai multe șanse să devină criminală. Hirschi a extins această teorie cu ideea că în cazul unei persoane cu un nivel scăzut de auto-control este mult mai probabil ca ea să devină criminală.
Un exemplu simplu: Cineva vrea un iaht mare, dar nu are mijloacele de a cumpăra unul. Dacă persoana nu poate să-și exercite autocontrolul, s-ar putea să încerce să obțină iahtul (sau mijloacele de a-l avea) într-un mod ilegal, pe când cineva cu  autocontrol puternic (mult mai probabil), renunță sau caută o soluție inteligentă intermediară, cum ar fi aderarea la un club de yacht pentru a putea utiliza un iaht în grup, fără a încălca normele sociale. Legăturile sociale, prin colegi, părinți, și altele pot contracara efectul unui autocontrol scăzut. Pentru familii cu statut socio-economic scăzut, un factor care distinge familii cu copii delincvenți de celelalte este controlul exercitat de către părinți sau chaperonage. În plus, teoreticieni, cum ar fi David Matza si Gresham Sykes a susținut că infractorii sunt capabili de a-și neutraliza temporar constrângerile morale și sociale comportamentale interne  prin tehnici de neutralizare.

### Interacționismul simbolic
Interacționismul simbolic se bazează pe fenomenologia lui Edmund Husserl și a lui George Herbert Mead, precum și pe teoriile subculturală  și a conflictului.                              Această școală de gândire este axată pe relația dintre statul puternic, mass-media, și elita conducătoare conservatoare, pe de o parte  și alte grupuri mai puțin puternice, pe de altă parte. Grupurile puternice au avut capacitatea de a deveni "celălalt semnificativ" față de grupurile mai puțin puternice, în procesul de generare de sens. Altfel spus, primii pot, într-o oarecare măsură să-și impună semnificațiile față de cei din urmă; de aceea, ei au putut "eticheta" minorii delincvenți drept tineri penali. Acești tineri sfârșesc prin a-și însuși aceste etichetări, acceptând și mai ușor să devină infractori, și, prin urmare, actori în "autorealizata profeție" a grupurilor puternice. Dezvoltări ulterioare ale acestui set de teorii au fost realizate de Howard Becker și Edwin Lemert, la mijlocul secolului 20. Stanley Cohen care a dezvoltat conceptul de "panică morală" descrie reacția societală la spectaculoasele și alarmantele fenomene sociale, cum ar fi cele de după cel de-Al Doilea Război Mondial provocate de tineri (de exemplu, Mods and Rockers din Marea Britanie, în 1964, SIDA și huliganismul în lumea fotbalului).

#### Teoria etichetării
Teoria etichetării se referă la o persoană care este etichetată negativ, situație studiată în detaliu de către Howard Becker. Inițial, studiul este sociologic, dar este folosit cu regularitate în criminologie. Se spune că atunci când cineva este etichetat criminal, el poate să respingă sau să accepte și să continue să comită crime. Chiar și cei care inițial resping eticheta, în cele din urmă, pot accepta pe măsură ce eticheta devine tot mai cunoscută, în special printre tovarășii lor. Acest stigmat poate deveni și mai profund atunci când etichetele se referă la devianță, și este de crezut că această stigmatizare poate duce la devierea de amplificare. Klein (1986)  a efectuat un test care a arătat că etichetarea teoria afectate unii tineri delincvenți, dar nu altele.

### Teorii individuale

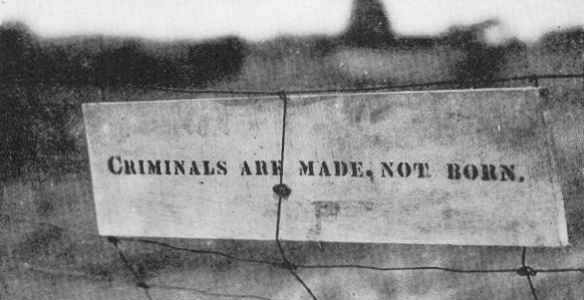
Autoevaluarea făptuitorului dezastrului de la Școala din Bath, Anglia.

#### Teoriile trădătorului
În cealaltă parte a spectrului, criminologul Lonnie Athens a dezvoltat o teorie despre modul în care brutalizarea de către părinți sau colegi care apare de obicei în copilărie, are ca rezultat infracțiuni violente la maturitate. Richard Rhodes în De ce au ucis descrie observațiile lui Athens despre violența domestică și societală în mediile criminalilor. Și Atena și Rodos resping teoriile moștenirii genetice.

#### Teoria alegerii raționale

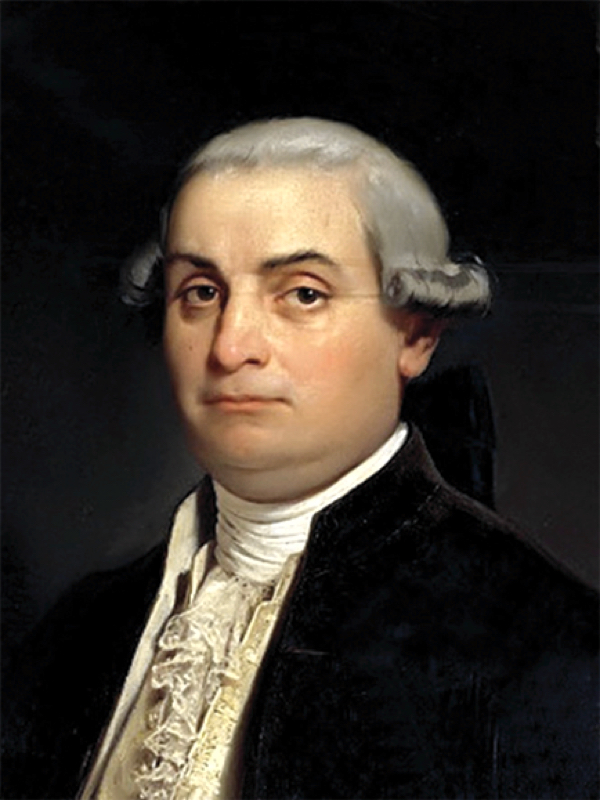
Cesare Beccaria

Teoria alegerii raționale se bazează pe filozofia utilitaristă a lui Cesare Beccaria,  popularizat de către Jeremy Bentham. Ei au susținut că pedeapsa, dacă este sigură, rapidă și proporțională cu crima, este un factor de descurajare a crimei, prezentând riscuri mai mari decât beneficiile posibile pentru infractor. În Dei delitti e delle pene (Despre infracțiuni și despre pedepse, 1763-1764), Beccaria a susținut un dreptul penal rațional. Beccaria concepe pedeapsa ca aplicare necesară a legii în cazul unei infracțiuni; prin urmare, judecătorul trebuie doar să dea pur și simplu o sentință conform legii. Beccaria, de asemenea, a făcut distincție clară între crimă și păcat, și a pledat împotriva pedepsei cu moartea, precum și împotriva torturii și a tratamentelor inumane, întrucât el nu le considera ca ducând la descurajare rațională .
Această filozofie a fost înlocuită de pozitivism și Școlile din Chicago și nu a fost reînviată până în anii 1970, prin scrierile lui James Q. Wilson, prin articolul lui Gary Becker în 1965 intitulat "Crimă și pedeapsă" și prin articolul lui George Stigler în1970, "Aplicarea optimă a legilor". Teoria alegerii raționale susține că infractorii, ca și alte persoane, cântăresc costurile/riscurile și beneficiile atunci când se decid să comită infracțiuni și gândesc în termeni economici. Este adevărat, însă, că această alegere rațională poate fi eronată din cauza aprecierii subiective a riscurilor și a beneficiilor.
Gary Becker, de exemplu, a recunoscut că mulți oameni funcționează sub o înaltă ținută morală și constrângere etică, dar considera că infractorii văd în mod rațional că beneficiile crimelor lor sunt mai mari decât costurile, cum ar fi probabilitatea de arestare, condamnare, pedeapsa. Din perspectiva politicii publice, deoarece costul creșterii penalizării este marginal față de costurile creșterii supravegherii, se poate concluziona că cea mai bună politică este de a maximaliza penalizarea și  a minimaliza supravegherea.

#### Teoria activității de rutină
Teoria activității de rutină, elaborată de către Marcus Felson și Lawrence Cohen, se bazează pe teoriile controlului și explică criminalitatea în termeni de oportunități infracționale care apar în viața de zi cu zi. O oportunitate infracțională presupune o convergență a unor elemente în același timp și în același loc, în special: (1) un infractor motivat, (2) o țintă sau o victimă potrivite, și (3) lipsa unei paze capabile. O pază într-un anume loc, cum ar fi o stradă, ar putea include agenți de pază sau chiar pietoni obișnuiți  martori la fapta penală și care, eventual, să intervină sau să raporteze poliției. Teoria activității de rutină  a fost extinsă de către John Eck, care a adăugat un al patrulea element, cel al "managerului locului", cum ar fi managerii de proprietate de închiriere care pot și ei, prin măsurile luate, să contribuie la combaterea infracționalității.

### Teoriile biosociale
Criminologia biosocială  este un domeniu interdisciplinar care își propune să explice criminalitatea și comportamentul antisocial prin explorarea atât a factorilor biologici și factorii de mediu. În timp ce criminologia contemporană a fost dominată de teoriile sociologice, biosociale criminologie, de asemenea, recunoaște potențialele contribuții din domenii precum genetica, neuropsihologieși psihologie evoluționistă.
Comportamentul agresiv a fost asociată cu anomalii în trei principale sisteme de reglementare în corpul sisteme de serotonina, catecolamine sisteme, și hipotalamo-hipofizo-corticosuprarenaliene axa.
Anomalii în aceste sisteme, de asemenea, sunt cunoscute a fi induse de stres, fie severă, stres acut sau cronic-grad scăzut de stres.

### Criminologia marxistă
În 1968, tineri sociologi britanici au format un grup numit Conferința Națională pentru Devianță. Grupul includea numai cadre didactice universitare și a constat din 300 de membri. Ian Taylor, Paul Walton și Jock Young - membrii NDC - au respins explicațiile de până atunci pentru criminalitate și devianță. Astfel, ei au decis să urmeze o nouă abordare criminologică, considerată de ei marxistă. În Noua Criminologie, au argumentat împotriva "pozitivismului" biologic reprezentat de Lombroso, Hans Eysenck și Gordon Trasler.
Conform perspectivei marxiste asupra criminalității, "împotrivirea este normală - în sensul că oamenii sunt acum conștient implicați în asigurarea diversității umane." Astfel criminologii marxiști au susținut ideea unei societăți în care faptele ținând de diversitatea umană, fie sociale sau personale, să nu fie incriminate. Prin urmare, ei atribuiau înfăptuirea crimelor nu unor date genetice sau psihologice, ci mai degrabă bazei materiale a unei societăți date.

### Criminologia condamnatului[7]
Adepții criminologiei condamnatului au fost afectați în mod direct de Sistemul de Justiție Penală, de multe ori ei înșiși petrecând ani de zile în sistemul penitenciar. Cercetători în domeniul criminologiei condamnatului, precum Dr. John Irwin și Dr. Stephan Richards susțin că metodele criminologice pot fi mai bine înțelese de către cei care au trăit între pereții complexului industrial al închisorii . Leyva susține că întemnițarea de multe ori începe înainte de închisoare, la domiciliu, în comunitate și în școli.

### Criminologia și LGBT
Criminologia legată de grupurile LGBT este un domeniu de studiu care se concentrează asupra persoanelor fizice respective și a interacțiunilor lor cu sistemul de justiție penală. Obiectivele acestui domeniu de studiu sunt după cum urmează:
- Pentru a înțelege mai bine istoria persoanelor LGBT și legile împotriva acestei comunități
- De ce cetățenii LGBT sunt încarcerați și dacă/de ce sunt arestați la rate mai mari decât persoanele heterosexuale și cisgen
- Cum au luptat activiștii LGBT împotriva legilor opresive care îi incriminau
- Pentru a desfășura activități de cercetare și a le folosi ca o formă de activism prin educație

## Tipuri și definiții ale infracțiunii
Atât pozitiviștii cât și Școlile Clasice sunt în consens că o infracțiune este un act care încalcă valorile de bază și credințele ale societății. Aceste valori și credințe se manifestă ca legi cu care societatea este de acord. Cu toate acestea, există două tipuri de legi:
- Legile naturale își au rădăcinile în valorile de bază împărtășite de către multe culturi. Legile naturale protejează împotriva prejudicierii altor persoane (de exemplu, omor, viol, tâlhărie) sau a proprietății (furt, hoție, tâlhărie), și formează baza sistemului dreptului comun.
- Legile sunt adoptate de către parlamente și reflectă moravurile culturale curente, deși unele legi pot fi controversate, de exemplu, legile care interzic consumul de canabis sau jocurile de noroc. Criminologia marxistă, criminologia conflictului și criminologia critică susțin că cele mai multe relații dintre stat și cetățean sunt non-consensuale și, ca atare, dreptul penal nu este neapărat reprezentativ pentru convingerile și dorințele publice: este exercitat în interesele partidului de guvernământ sau a clasei dominante. Mai multe criminologii de dreapta tind să afirme că există un contract social consensual între Stat și cetățean.

Prin urmare, definițiile infracțiunilor variază de la o societate la alta, în conformitate cu normele culturale și moravurile, dar pot fi în general clasificate ca infracționalitate a gulerelor albastre, infracționalitate corporativă, crimă organizată, criminalitate politică, infracționalitate contra ordinii publice, crimă de stat, infracționalitatea corpului statal și a infracționalitatea gulerelor albe. Cu toate Acestea, au existat mișcări contemporane în teoria criminologică  de îndepărtare de pluralismul liberal, de culturalism și postmodernism, prin introducerea termenului universal de " prejudiciu" în  dezbaterea criminologică ca un înlocuitor pentru termenul legal de "infracțiune".

## Subteme
Criminologia include domeniile:
- Criminologia comparativă
- Prevenția criminalității
- Statisticile criminalității
- Comportamentul infracțional
- Violența domestică
- Comportamentul deviant
- Evaluarea agențiilor de justiție penală
- Teama de criminalitate
- Ajutorarea internațională a victimelor infracțiunilor
- Delincvența juvenilă[8]
- Dreptul penal
- Sociologia dreptului
- Victimologie